# Dainius Adomaitis
Dainius Adomaitis (Šakiai, 19 gennaio 1974) è un allenatore di pallacanestro ed ex cestista lituano, di ruolo ala piccola, allenatore dei Alvark Tokyo.

## Carriera da giocatore
Adomaitis ha iniziato la sua carriera nello Statyba Vilnius. Successivamente si è trasferito allo Žalgiris Kaunas ed è diventato campione dell'EuroLeague. Dopo la stagione di successi allo Žalgiris Kaunas si è trasferito alla Zucchetti Montecatini, ma non si è adattato lì. Pertanto si è trasferito allo Anwil Włocławek, poi allo Śląsk Wrocław e infine nel 2003 è arrivato al BCM Gravelines. È diventato il capitano di questa squadra solo un anno dopo. Tuttavia, alla fine della stagione 2006-2007, durante il cambio di allenatore, è passato al Barons/LMT Riga. Nell'agosto 2009 ha annunciato la fine della sua carriera.

### Carriera in nazionale
Adomaitiis con la Lituania ha disputato i Giochi olimpici di Sydney 2000, i Campionati mondiali del 1998 e due edizioni dei Campionati europei (1997, 1999).

## Carriera da allenatore
Il 22 agosto 2009 è stato nominato vice allenatore della squadra polacca Czarni Słupsk. Il 23 marzo 2010 è stato promosso capo allenatore della squadra.

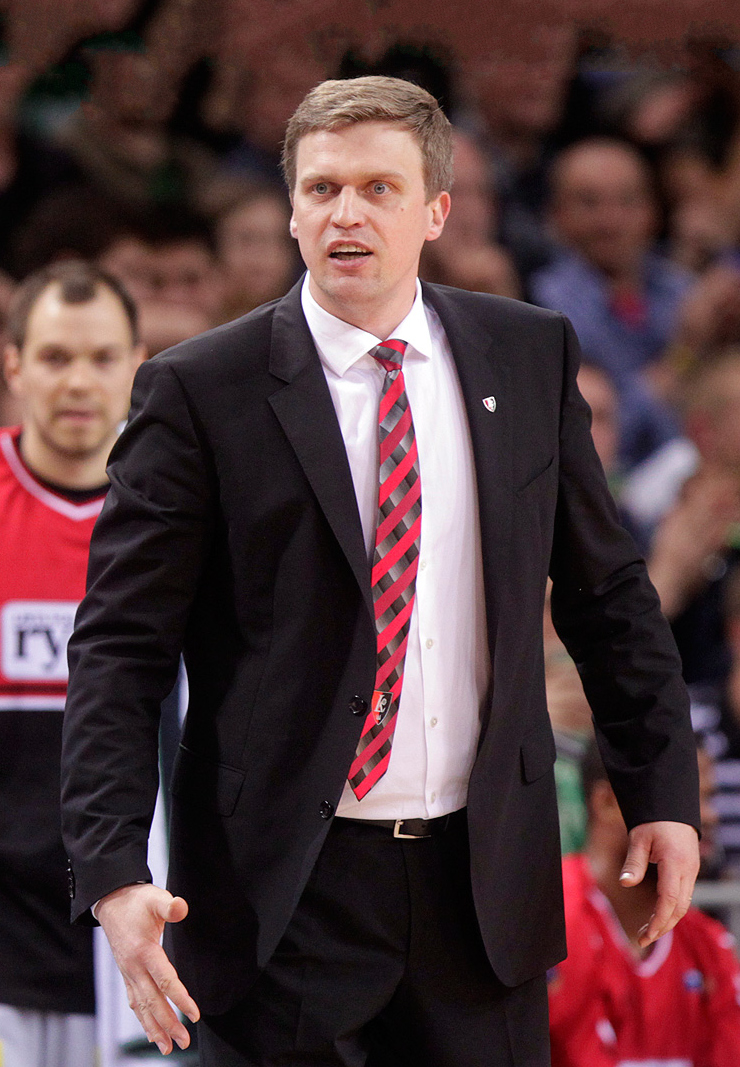
Adomaitis nel 2014

Nel giugno 2012, ha firmato un contratto con gli Anwil Włocławek come capo allenatore, ma è stato licenziato lo stesso anno a causa degli scarsi risultati della squadra. Il 19 novembre 2012 è entrato a far parte della squadra lituana Lietuvos rytas Vilnius come vice allenatore dell'allenatore Darius Maskoliūnas. Dopo aver brevemente ricoperto il ruolo di capo allenatore del Lietuvos rytas, è passato alla Juventus Utena ed è stato nominato miglior allenatore della stagione LKL 2014-2015.
Nel 2015, è entrato a far parte del Neptūnas ed è stato nuovamente nominato miglior allenatore della stagione della LKL dopo aver allenato Neptūnas alle finali della LKL.
Il 21 giugno 2018 Adomaitis è stato assunto nuovamente come capo allenatore dal Rytas Vilnius della Lietuvos krepšinio lyga. Il 2 giugno 2020 Adomaitis e il Rytas Vilnius hanno deciso di separarsi reciprocamente dopo che entrambe le parti non sono riuscite a concordare una proroga del contratto.
Il 14 gennaio 2021 Adomaitis ha firmato come capo allenatore con l'Hapoel Gerusalemme della Ligat ha'Al. Il 9 aprile 2021 le due parti si sono separate.
Il 18 dicembre 2021 Adomatis ha firmato con i Neptūnas Klaipėda per il resto della stagione.
Il 1º luglio 2022 è stato annunciato che Adomaitis ha firmato con l'Alvark Tokyo, che gareggia nella B.League giapponese.

### Allenatore in nazionale
Il 25 ottobre 2016 Adomaitis è stato nominato capo allenatore della Lituania, in seguito alla partenza di Jonas Kazlauskas poco dopo le Olimpiadi di Rio 2016. Ha inoltre partecipato ai Campionati europei del 2017 e ai Campionati mondiali del 2019, quest'ultimi terminati con l'eliminazione della Lituania ai quarti di finale e le conseguenti dimissioni dal ruolo di allenatore.

## Statistiche

### Allenatore
| Stagione | Squadra           | Regular Season | Regular Season | Regular Season | Regular Season | Regular Season              | Post Season                                           |
| Stagione | Squadra           | V              | P              | % V            | G              | Posizione finale            | Post Season                                           |
| -------- | ----------------- | -------------- | -------------- | -------------- | -------------- | --------------------------- | ----------------------------------------------------- |
| 2009-10  | Czarni Słupsk     | 2              | 0              | 100,0          | 2              | 8º in PLK                   | Sconfitto ai quarti dall'Arka Gdynia (3-0)            |
| 2010-11  | Czarni Słupsk     | 14             | 8              | 63,6           | 22             | 4º in PLK                   | Sconfitto in semifinale dall'Arka Gdynia (4-1)        |
| 2011-12  | Czarni Słupsk     | 17             | 7              | 70,8           | 24             | 3º in PLK                   | Sconfitto ai quarti dal Zielona Góra (3-2)            |
| 2012-13  | Włocławek         | 1              | 4              | 20,0           | 5              | Esonerato                   |                                                       |
| 2013-14  | Rytas Vilnius     | 5              | 2              | 71,4           | 7              | 1º in LKL                   | Sconfitto in semifinale da Žalgiris (1-2)             |
| 2014-15  | Juventus Utena    | 24             | 16             | 60,0           | 40             | 5º in LKL                   | Sconfitto in semifinale da Žalgiris (0-3)             |
| 2015-16  | Neptūnas Klaipėda | 19             | 17             | 47,2           | 36             | 3º in LKL                   | Sconfitto in finale da Žalgiris (1-4)                 |
| 2016-17  | Neptūnas Klaipėda | 21             | 15             | 58,3           | 36             | 4º in LKL                   | Sconfitto in semifinale da Žalgiris (1-4)             |
| 2018-19  | Rytas Vilnius     | 26             | 10             | 72,2           | 36             | 3º in LKL                   | Sconfitto in finale da Žalgiris (0-3)                 |
| 2019-20  | Rytas Vilnius     | 17             | 7              | 70,8           | 24             | 2º in LKL                   | Play-off annullati a causa della pandemia di COVID-19 |
| 2020-21  | H. Gerusalemme    | 6              | 6              | 50,0           | 12             | Esonerato                   |                                                       |
| 2021-22  | Neptūnas Klaipėda | 12             | 9              | 57,1           | 21             | 7º in LKL                   | Sconfitto ai quarti da Žalgiris (2-3)                 |
| 2022-23  | Alvark Tokyo      | 42             | 18             | 70,0           | 60             | 2º nella Eastern Conference | Sconfitto in semifinale dai Chiba Jets (0-2)          |
| 2023-24  | Alvark Tokyo      | 48             | 12             | 80,0           | 60             | 2º nella Eastern Conference | Sconfitto ai quarti dai Ryukyu Golden Kings (1-2)     |

## Palmarès

### Giocatore
- Campionato lituano: 3

Žalgiris Kaunas: 1996-97, 1997-98, 1998-99
- Coppa di Francia: 1

Gravelines: 2005
- Match des Champions: 1

Gravelines: 2005
- Eurocoppa: 1

Žalgiris Kaunas: 1997-98
- Coppa dei Campioni: 1

Žalgiris Kaunas: 1998-99
- FIBA EuroCup: 1

Barons/LMT: 2007-08
- Lega Nord Europea NEBL: 1

Žalgiris Kaunas: 1999

### Allenatore
- Allenatore dell'anno: 2

2014-2015
2015-2016
- Coppa di Lituania: 1

Lietuvos rytas: 2018-19